# HD 40832
HD 40832，又名BD+32 1166，SAO 58688、HR 2122，是一颗恒星，视星等为6.24，位于銀經178.68，銀緯5.07，其B1900.0坐标为赤經5h 56m 21.5s，赤緯+32° 5.07′ 27″。